# NGC 932
NGC 932 je galaksija u zviježđu Ovan.

## Vanjske poveznice
- SEDS: NGC 932